# Junkermühle (Neu-Bamberg)
Die Junkermühle ist eine denkmalgeschützte Hofanlage in der Wöllsteiner Straße 30 in Neu-Bamberg im Landkreis Bad Kreuznach.
Zur Hofanlage gehören unter anderem ein barockes Fachwerkhaus über massivem Sockelgeschoss aus dem 18. Jahrhundert, ein eingeschossiges spätklassizistisches Wohnhaus, das mit der Jahreszahl 1836 bezeichnet ist, und ein um 1830 errichtetes Einfirsthaus. Die Mühlanlage wurde durch den Appelbach angetrieben.
Die Gebäude werden heute als Gaststätte genutzt.